# 中国人民解放军银川市军事管制委员会
中国人民解放军银川市军事管制委员会是1949年9月23日中国人民解放军占领宁夏省后，对银川市实施军事管制的地方最高权力机关机关。办公地址设于银川中山公园怀远楼。

## 历史
1948年8月31日，中共西北局决定撤销中共宁绥工委，再次成立中共宁夏工委，赵忠国、孙璞、梁大均、何广宽、李健、张广珍、薛池云、刘思孝、王志强等为委员，赵忠国任书记，孙璞任第一副书记(保留盐池县委书记兼县长职务)，梁大均任第二副书记兼回汉支队政委。关先后设在盐池县南部山区的唐平庄和李塬畔，随回汉支队行动。1949年6月，第一野战军即将向甘肃、宁夏进军，中共西北局指示三边地委负责接管宁夏。
1949年9月，中国人民解放军第十九兵团遵照中共中央、毛泽东“对马鸿逵可在军事打击下尽量争取用政治方式加以解决”的方针，在不到一个月的时间即取得宁夏战役胜利，9月23日宁夏马鸿逵部高级军政人员签署和平解决宁夏之协议后，马鸿逵部队当即一哄而散，宁夏的河西地区陷入社会动荡中。当晚，解放军第六十四军先头团在仁存渡口过黄河，乘坐宁夏地方派来的汽车赶赴银川市，接管了要害位置。
为了迅速安定社会秩序，经中央军委、第一野战军批准成立中国人民解放军银川市军事管制委员会。9月26日发布《银川市军事管制委员会布告 解字第壹号》，“在军管期间，为银川市最高权力机关”，兵约法八章。“解字第贰号”布告公布了《对於散兵游勇非法武装登记处理办法》。银川市解放初期人口仅有3.6万人。
第十九兵团杨得志司令员、李志民政委随部队入城后，接见了马鸿宾、马全良、卢忠良、马廷秀、马光天、马光宗等军长以上人员，表示“宁夏兵团”自行溃散虽然违背了《中宁和平解决宁夏问题五项协议》第一项规定，但“不追究责任，所有逃散人员的枪支由我军自己收集，中宁协议仍然有效。”
由于原省政府秘书长马廷秀的指示，各机关之组织机构人员完整、档案基本完好无损。经过半个月的接管移交，1949年10月8日军管会举办原行政人员训练班开学，省政府秘书长马廷秀、省政府委员王沛、杨鸿寿、财政厅长扈天魁、建设厅长李振国、教育厅长徐宗孺、地政局长杨作荣、水利局长于光和、会计处长刘生琦、合作事业管理处长姚启圣和副处长李春达、市政筹备处长马廷俊、各县县长等公务员310余人参加了训练班。十九兵团政治部师容之为训练班主任。杨得志到会讲话。训练班每天上午听报告，下午分组讨论。10月23日，训练班要求每人写自传一份，规定留用人员为供给制每人每月供给小麦100斤按照自愿原则，也可以转出或参军。
1949年10月18日，中共中央批准宁夏省委成立。书记潘自力，副书记朱敏，常委杨得志、李志民、李景林、孙殿才，委员王金璋、赵文献、贾怀济、孙润华，秘书长宋友田，设组织部、宣传部、社会部、民族部。11月30日省委正式成立。下设银川、吴忠2个市委；平罗、惠农、陶乐、磴口、贺兰、永宁、宁朔、金积、灵武、中卫、盐池、同心13个县委，阿拉善、额济纳2个旗工委。
12月2日，中央人民政府委员会第四次会议决定宁夏省人民政府组成人员，主席潘自力，副主席邢肇棠、李景林、孙殿才，省政府委员17人。12月23日正式成立。设公安厅、财政厅、税务局、民政厅、教育厅、省人民监察委员会、省人民法院、检察署等。

## 组织架构
- 军事管制委员会主任杨得志(第十九兵团司令员兼)
- 军事管制委员会副主任：马鸿宾、朱敏（原陕甘宁边区三边地委书记，时任宁夏工委书记）、曹又参（原三边军分区司令员，时任宁夏军区副司令员）
- 军事管制委员会委员：
- 宁夏省委：
- 中共银川市委员会：10月10日成立。书记李坤润/1949年11月马俊杰
  - 市委常委：孙璞（市长）、牛祥、张广珍、高满禄等
  - 秘书室
  - 组织部：部长牛祥
  - 宣传部：部长王复周
  - 第一区委：书记白世贤
  - 第二区委：书记冯国栋
- 第三区委：书记云志敏
  - 第四区委：书记王志林
- 银川市人民政府：9月28日正式成立，为县级市。市长孙璞。
  - 秘书科：政务秘书杜学义，事务秘书袁生芳
  - 民政科：科长贾怀周
  - 财经科：科长刘儒信
  - 文教科：科长陆文治
  - 税务局：局长田伟杰
  - 公安局：局长张广珍
  - 市人民法院院长高满禄
  - 第一区：区长王子清
  - 第二区：区长暂缺，副区长马明如
  - 第三区：区长李芳
  - 第四区：区长李浩岳
- 中国人民解放军银川市警备司令部：9月29日成立。司令员阮平（第六十五军第195师师长），政治委员杨银声（第六十五军第195师政委），副司令王志廉，副政委强建纲。
- 军事接管处：
- 政务接管处：负责人葛士英（第十九兵团民运工作团主任）[4]
- 财经接管处
- 文教接管处：
  - 宁夏《民国日报》社和中央社宁夏分社：《三边日报》社长张源率领工作人员接收，暂出版《宁夏新闻简报》，准备出版新的《宁夏日报》。[5]
- 公安处
- 联络处